# 숭의초등학교 수련회 집단 폭행 사건
숭의초등학교 수련회 집단 폭행 사건은 2017년 4월 20일 밤 경기도 가평군의 수련회장에서 가해자 4명(2명은 각각 아시아나그룹 박삼구
손자, 윤손하 아들) 이 피해자 1명에게 야구방망이로 집단 구타하고 발로 밟히게 한뒤, 비눗물을 먹이게 한 학교폭력 사건이다. 피해자는 이번 사건으로 인해 외상후 스트레스성 장애는 물론 근육이 녹는 고통을 받고 있다. 거기에다가 가해자가 석연치 않고 일부 가해자를 제외시키는가 하면, 유명 재벌이나 연예인이 연루되어 있다는 사실에 더욱 의혹을 사게 만든 학교 폭력 사건이다.

## 논란
사건이 터진후 한 재벌그룹의 아들이 연루되었다는 의혹에 숭의초등학교 교장측이 "교육청 하나도 안무서워한다" 거나 사건을 은폐, 가해자 가족에게 관련 자료 유출 등을 해서 논란이 되고 있다.